# Westwoodiana purpureipes
Westwoodiana purpureipes är en stekelart som beskrevs av Girault 1927. Westwoodiana purpureipes ingår i släktet Westwoodiana och familjen puppglanssteklar. Inga underarter finns listade i Catalogue of Life.